# Bokermannohyla vulcaniae
Bokermannohyla vulcaniae är en groddjursart som beskrevs av Vasconcelos och Ariovaldo Antonio Giaretta 2005. Bokermannohyla vulcaniae ingår i släktet Bokermannohyla och familjen lövgrodor. IUCN kategoriserar arten globalt som sårbar. Inga underarter finns listade.